# Sally Clark
Sally Dorothy Ann Clark (Palmerston North, 11 de abril de 1958) es una jinete neozelandesa que compitió en la modalidad de concurso completo.
Participó en los Juegos Olímpicos de Atlanta 1996, obteniendo una medalla de plata en la prueba individual. Ganó una medalla de oro en el Campeonato Mundial de Concurso Completo de 1998, por equipos.

## Palmarés internacional
| Juegos Olímpicos   | Juegos Olímpicos         | Juegos Olímpicos | Juegos Olímpicos |
| Año                | Lugar                    | Medalla          | Categoría        |
| ------------------ | ------------------------ | ---------------- | ---------------- |
| 1996               | Atlanta (Estados Unidos) | Medalla de plata | Individual       |
| Campeonato Mundial |                          |                  |                  |
| Año                | Lugar                    | Medalla          | Categoría        |
| 1998               | Roma (Italia)            | Medalla de oro   | Por equipos      |